# José Paulo Paes
José Paulo Paes (Taquaritinga, 22 de julho de 1926 — São Paulo, São Paulo, 9 de outubro de 1998) foi um poeta, tradutor, crítico literário e ensaísta brasileiro.

## Biografia
Tendo estudado química industrial na cidade de Curitiba (entre 1945 e 1948), durante muitos anos José Paulo trabalhou em um laboratório farmacêutico. Todavia, paralelo a essa profissão, jamais deixou de lado a literatura, cujo interesse foi lhe passado pelo avô, que era livreiro, sendo que ainda nos tempos de aluno em Curitiba já colaborava com a revista Joaquim, dirigida por Dalton Trevisan. Dessa temporada paranaense nasce seu livro de estreia, O aluno, de 1947, fortemente influenciado pela poesia de Carlos Drummond de Andrade, o qual o respondeu com o conselho de evitar a imitação de vozes alheias.
Em 1949, transfere-se para São Paulo, quando passa a colaborar com os jornais Folha de S. Paulo, O Estado de S. Paulo, O Tempo, Jornal de Notícias e Revista Brasiliense, aproximando-se de escritores modernistas como Graciliano Ramos, Jorge Amado e Oswald de Andrade. Conhece também Dora, sua mulher por toda a vida, a quem dedicou Cúmplices, de 1951, seu segundo livro. Por falta de um estudo melhor, sua obra foi comparada às dos poetas da Geração de 45, tendo inclusive participado de uma antologia na companhia de Haroldo de Campos e Décio Pignatari, quando eram chamados de “Novíssimos”, ou seja, antes da eclosão da poesia concreta, à qual Zé Paulo soube com inteligência absorver, cujos resultados apareceram em seu livro Anatomias, de 1967, apresentado justamente por Augusto de Campos. Mais que poesia concreta seu livro aproveitava um ritmo mais oswaldiano, como nos poemas “L'affaire Sardinha” (que fora publicado em 1962 na antologia Violão de Rua, da UNE) e o conhecido “Epitáfio para um Banqueiro”
Por volta de 1963, Zé Paulo dá início a um trabalho editorial intenso à frente da Editora Cultrix, abandonando o trabalho como químico, dedicando-se a partir de então integralmente à literatura. Na companhia de Massaud Moisés foi organizador do Pequeno Dicionário de Literatura Brasileira, publicado pela Editora Cultrix em 1967.
Em 1981, José Paulo aposenta-se como editor, dando início a um dos mais competentes trabalhos de tradução entre os escritores brasileiros, verteu para o português autores de diversas línguas, como Charles Dickens, Joseph Conrad, Pietro Aretino, Konstantínos Kaváfis, Laurence Sterne, W. H. Auden, William Carlos Williams, J.K. Huysmans, Paul Éluard, Hölderlin, Paladas de Alexandria, Edward Lear, Rilke, Seféris, Lewis Carroll, Ovídio, Níkos Kazantzákis, entre outros tantos. Seu reconhecimento na matéria resultou em sua nomeação como Diretor da oficina de tradução de poesia no Instituto de Estudos da Linguagem (IEL) da Universidade Estadual de Campinas (Unicamp).
Em 1986 vem a público o livro Um por todos, reunião de seu trabalho até então, apresentado pelo crítico Alfredo Bosi. Vem ainda da década de 1980 seu interesse pela poesia infantil, com a qual alcançou grande êxito entre as crianças.
Em 1989, Zé Paulo lança pela coleção Claro Enigma, organizada por Augusto Massi, o livro "A poesia está morta mas eu juro que não fui eu", título extraído do poema "Acima de qualquer suspeita".
Na década de 1990 dá sequência ao seu trabalho, lançando diversos livros de ensaios, poemas infantis, traduções e poesia, sendo um dos mais bem recebidos "Prosas seguidas de odes mínimas", livro no qual reflete um momento difícil de sua vida, quando tem uma perna amputada, como pode se ler no poema "Ode à minha perna esquerda":
Ao morrer, em 1998, deixou inédito o livro "Socráticas", que veio a público em 2001.

## Obras

### Poesia
- Poemas reunidos (1961);
- Anatomias (1967);
- Meia Palavra (1973);
- Resíduo (1980).
- "Poemas para brincar" (1991) Ilustrações Luiz Maia - <Editora Ática, 16a. edição, 2a. impressão, 2000);
- "Ri melhor quem ri primeiro - Poemas para crianças (e adultos inteligentes) Seleção e tradução  (1998).Cia das Letrinhas.

### Prosa
- "A revolta das palavras" (1999) - Ilustrações de Ângela Lago.  Cia das Letrinhas.

### Ensaios
- Mistério em casa (1961);
- Pavão, Parlenda, Paraíso (1977)